# إلياس شقور
إلياس شقّور هو أسقف عربي مسيحي شغل منصب مطران الروم الكاثوليك الملكيين في أبرشية عكا وحيفا والناصرة وسائر الجليل للروم الملكيين الكاثوليك من 6 شباط 2006 وحتى قبول استقالته في 27 يناير 2014.

## حياته
ولد بتاريخ 18/9/1939 في قرية كفر برعم في الجليل الأعلى من فلسطين، لعائلة عربية فلسطينية مسيحيّة من طائفة الروم الكاثوليك الملكيين. المطران شقور هو الأصغر بين اخوته الخمسة.
في الثامنة من عمره عام 1948 اختبر مأساة شعبه عندما طرد من بيته مع أهالي قريته وأصبح لاجئا في وطنه فلسطين. ولجأ مع اسرته إلى قرية الجش المجاورة حيث تابع دراسته في المدرسة الابتدائية.
انتقل للدراسة في اكليريكية مار يوسف في الناصرة وتخرّج منها عام في العام 1958. وارسل من قبل الكنيسة إلى باريس للدراسة اللاهوت والدراسات الكتابيّة في معهد القديس «سولبيسس» ومن جامعة السوربون التي تخرّج منها عام 1965.
رقي في العام 1965 إلى الرتبة الكهنوتيّة لخدمة كنيسة الروم الكاثوليك في الجليل. وكانت مهمته الأولى ان يخدم في قرية جليلية تدعى «عبلّين» لمدة شهر واحد فقط لكنّه ما زال في «عبلّين» حتى يومنا هذا.
وبعد سنة، أي في العام 1966، ارسل الأب شقور من قِبَل كنيسته إلى الجامعة العبرية في القدس حيث حصل على شهادة الماجستير في دراسة التوراة والتلمود. وخلال دراسته كان مرشدا روحياً للطلاب العرب، وفتح أول نُزُل للطلاب العرب في القدس.
وعيّن في سنة 1970 محاضرا مساعدا في المجلس العالمي للكنائس في بوسي- سويسرا وبعد عودته في نهاية العام شرع الأب شقور في مسيرة طويلة من بناء العلاقات المتميّزة داخل إسرائيل وخارجها. ومنذ ذلك الوقت ساهم كمؤسس أو شريك لعدة مؤسسات وهيئات. منها مركز مريم بوادري - عبلين، روضة أطفال مريم البوادري -عبليّن، المركز الرعوي - معليا وغيرها...
في العام 1982, افتتح الأب شقور مدرسة مار-الياس الثانوية في عبليّن، وهي أحد أهم مشاريع التحدّي التي قام بها الأب شقور. بدأ برفقة 89 طالباً و 4 معلمين. ومنذ ذلك الحين، تطوّرت المدرسة لتصبح جزءاً من مؤسسات مار إلياس التعليمية. وببلوغ عام 2005، بلغ عدد الطلاب في المؤسسات ما يربو على 4000 طالب، وعدد العاملين من معلمين وموظفين وعمال زهاء 300.
وعيّن في العام 1992 قّسا على كنيسة الروم الكاثوليك وكاهناً لرعيّة الناصرة لمدة ستة أشهر، الا انه تخلى عن هذه المهام ليكثف جهوده في تطوير مؤسسات مار الياس التربويّة. وحصل في العام 1994 على الجائزة التكريميّة في الكنيسة الميثودستيّة في الولايات المتحدة. وكان الرئيس الأمريكي السابق جيمي كارتر والرئيس المصري الساق أنور السادات قد نالا الجائزة نفسها. وافتتح في العام نفسه مدرسة الهندسة بعد أن نال اعترافا رسمياً بها من قِبَل وزارتي التربية والعمل. ويتعلم في المدرسة ما يربو على 450 طابي في مسارين صباحي ومسائي. وافتتح في العام 1995 مركز التعدديّة الدينيّة في كليّة مار الياس.
رقي إلى رتبة ارشمندريت في الكنيسة في العام 2001. تم ترشيحه في العام 2002 لرتبة مطران القدس لكنيسة الروم الكاثوليك. وافتتح في هذا العام قسم الدراسات اللاهوتيّة في مؤسسات مار الياس التربويّة الذي يؤل الطلبة للحصول على شهادة «دبلوم» في اللاهوت. وعينته دولة الفاتيكان مستشاراً في لجنة العلاقات اليهودية-المسيحيّة.

## جوائزه
فاز بجائزة نيانو للسلام بتاريخ 19 فبراير 2001 في اليابان.

## مؤلفاته
«اخوة الدم» (1983-كتاب مختار) ترجم إلى 28 لغة. «نحن أبناء هذا البلد» (1992)، ترجم إلى 11 لغة. وكتاب ثالث بالفرنسية بعنوان "J'ai foi en nous" عام 2002.« رؤيا وليس تخطيط» (2018)